# Ham (Kent)
Pour les articles homonymes, voir Ham.
Ham est un hameau près de la ville de Sandwich dans le Kent et fait partie du civil parish de Northbourne.

## Un panneau original

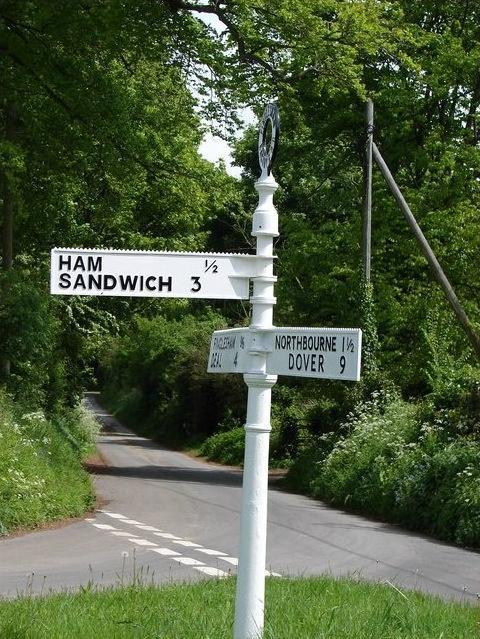
Le panneau

Il y a un panneau à proximité qui souligne à la fois le hameau et la ville, on peut lire
« Ham Sandwich » qui signifie « sandwich au jambon ».